# 廖世承

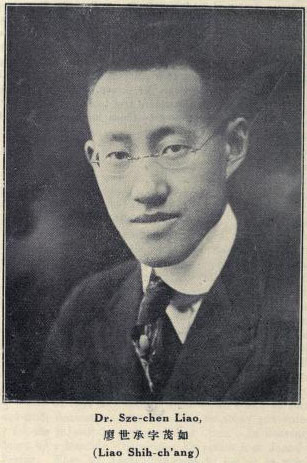

廖世承（1892年—1970年），字茂如，男，江苏嘉定（今上海嘉定）人，中国教育家。

## 生平
1915年毕业于北京清华学校（今清华大学）高等科，1919年获布朗大学教育心理学博士。同年回国，执教于南京高等师范学校与国立东南大学（後更名國立中央大學、南京大學），任教育科（今南京师范大学）教授暨附属中学主任。1927年后任光华大学副校长兼附属中学主任，其间在抗战时期任国立师范学院（现湖南师范大学）院长。1949年，任光华大学校长。
1951年起历任华东师范大学筹备委员会常务委员、副校长，后任上海第一师范学院（后与上海第二师范学院合并为上海师范学院）院长、上海师范学院一级教授、院长等职。

## 事略
1919年回国后，廖世承和徐养秋、陈鹤琴、孟宪承、俞子夷、程其保等人汇集在南京高师和东南大学教育科，成为郭秉文、陶行知倡导的中国教育科学化的试验先驱人物。廖世承任南京高师与东南大学附属中学主任，开展教学改革试验，使附中成为中国现代中等教育实验的中心。当时的国立东南大学附属中学(今南师附中)，为全国最有声望和报考最踊跃的中学，师资水准之高、阵容之强在中国中学史上堪称空前绝后，培养出了李国鼎、周鸿经、巴金、胡风、屈伯川、徐克勤、周同庆、余纪忠、孙元良、刘晓等众多各界杰出人士。廖世承在东大附中主持的教育试验成果，为壬戌学制的中学教育学制提供了范本。
　　　　　

## 著作
- 《教育心理学》
- 《智力测验法》
- 《测验概要》 (与陈鹤琴合著)